# Sos del Rey Católico
Sos del Rey Católico és el municipi més al nord de la comarca de les Cinco Villas, al nord-oest de la província de Saragossa, Aragó. És conegut per ser el lloc de filmació de la pel·lícula de Berlanga La vaquilla i per ser el lloc de naixement de Ferran el Catòlic.

## Història
Des del segle x en què va ser reconquerida, va agafar gran protagonisme i importància com a ciutat fronterera. En aquesta vila hi va néixer Ferran el Catòlic el 1452.
Té un nucli històric molt ben conservat i va estar declarat Conjunt Històric-Artístic. Hi sobresurten les muralles defensives, la Plaça de la Vila i el Palau dels Sada on va néixer Ferran II.

## Llocs d'interès
Dintre del seu cas històric destaquen l'església de San Esteban, el castell, la casa de la vila, el Palau dels Sada, el Palau Espanyol de Niño, el Col·legi Isidro Gil de Jaz, la Llotja medieval, el Parador de Turisme, la Casa de los Soteras i els set portals d'entrada a la ciutat emmurallada que encara es conserven, que són el Portal de Saragossa, el Portal de Sangüesa, el Portal de Jaca, el Portal d'Uncastillo, el Portal de Levante, el Portal de Ponent o del Mut i el Santuari de Valentuñana ben a prop de la població.

## Esdeveniments
La festa major se celebra la tercera setmana d'agost i en ella destaquen deu penyes anomenades pipotes. Als seus locals es pren vi amb préssec i altres begudes. Tots els dies una "charanga" recorre el poble, hi ha vaquillas tots els vespres i revetlla de nit. També se celebra des de fa alguns anys el Encierro de San Cojón que és una paròdia dels Sanfermines on tothom es diverteix.
La Pascua de Valentuñana se celebra el segon dia de la Pasqua de Pentecostes. Es fa una Romeria al Santuari de Valentuñana, es menja mancomunat, és lliberen reses joves i acaben la jornada amb una revetlla.
- Festival de Música Luna Lunera